# 中意清华环境节能楼
中意清华环境节能楼（英語：Sino-Italian Environment and Energy-efficient Building，简称），位于清华大学内，目前为清华大学环境学院的系馆，是一座由意大利方面出资，意大利建筑师马里奥·古奇内拉设计，中华人民共和国科技部和意大利环境与领土资源部共同建设的生态节能建筑。两个政府部门于2003年1月19日签署建设协议，2006年7月6日举行了剪彩仪式。

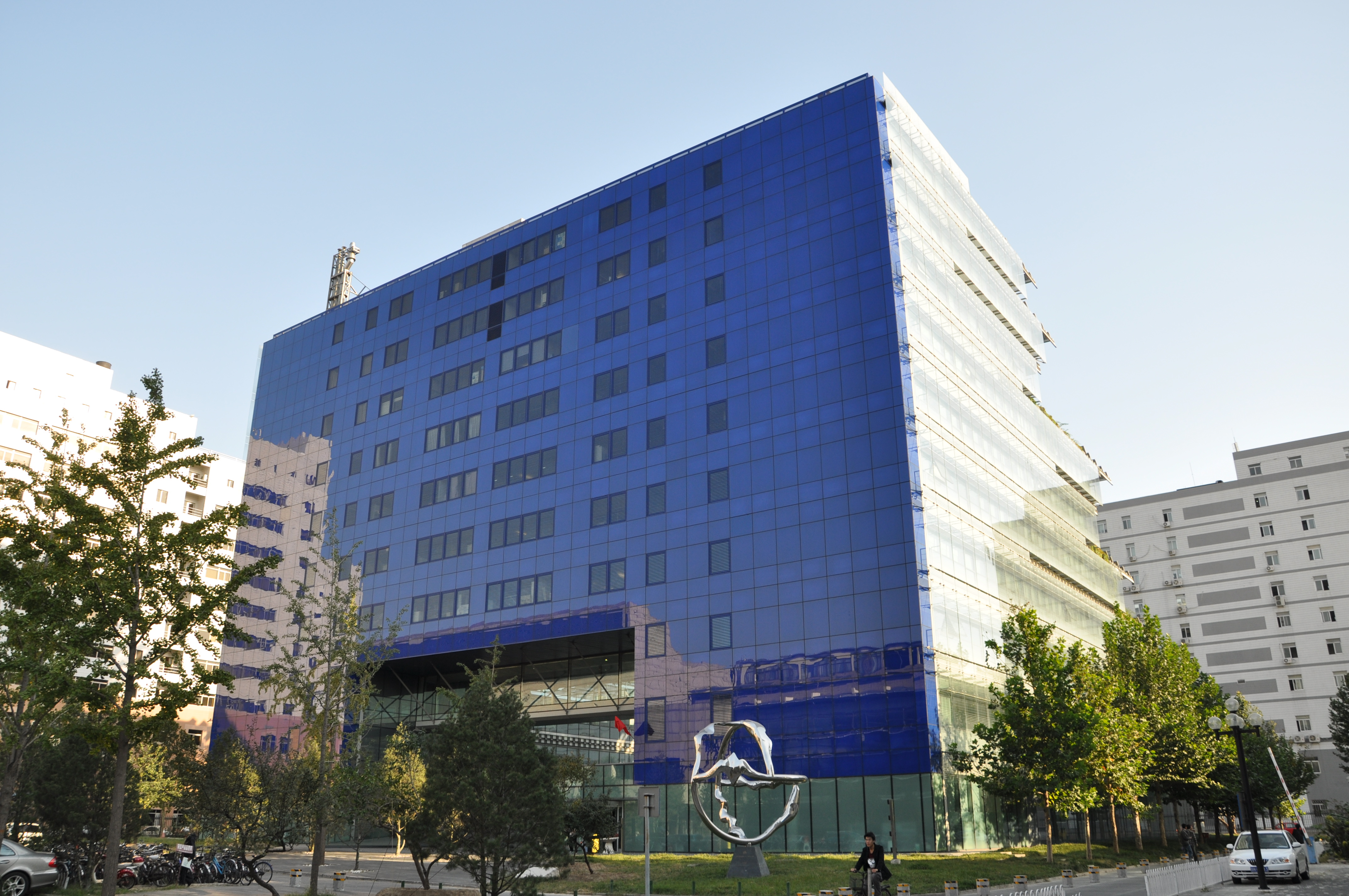
从西北方向看中意清华环境节能楼

建筑高40米，地上10层，地下2层，总建筑面积约2万平方米。建筑平面呈C型，开口朝南。从南侧看，建筑随着层数的上升，逐渐后退，采用玻璃幕墙、遮阳等手段减少能量损耗；北侧则是一面完整的蓝色石墙。整个建筑利用了多种生态节能材料和技术，包括中水利用，太阳能发电，智能控制等手段，能耗、水耗、废气排放均显著降低，核算每年减排二氧化碳1200吨、二氧化硫5吨。